# Shifang, Fujian
Shifang (kinesiska: 十方) är en köping i sydöstra Kina. Den ligger i Wuping härad i staden Longyan i provinsen Fujian, omkring 330 kilometer väster om provinshuvudstaden Fuzhou. Antalet invånare är 28 973. Befolkningen består av 14 710 kvinnor och 14 263 män. Barn under 15 år utgör 15,0 %, vuxna 15-64 år 70 %, och äldre över 65 år 13,0 %.